# Frank Roberts (football)
Pour les articles homonymes, voir Frank Roberts.
Frank Roberts (né le 3 avril 1893 à Sandbach et mort le 24 mai 1961) était un joueur de football anglais.

## Biographie

### Carrière internationale
| Date            | Lieu                 | Adversaire     | Résultat | Compétition                    | Buts inscrits |
| --------------- | -------------------- | -------------- | -------- | ------------------------------ | ------------- |
| 28 février 1925 | Vetch Field, Swansea | Pays de Galles | 2-1      | British Home Championship 1925 | 2 (2)         |

## Palmarès
Manchester City FC
- Meilleur buteur du Championnat d'Angleterre de football (1) :
  - 1925: 31 buts.
- Finaliste de la FA Cup (1) :
  - 1926.
- Champion du Championnat d'Angleterre de football D2 (1) :
  - 1928.